# イテリメン族

イテリメン族の居住地域

イテリメン族（Itelmens）は、ロシア・カムチャツカ半島に居住する同地の先住民族である。カムチャダール族（Kamchadal）ともいう。

## 歴史

### ロシア連邦によるウクライナ侵攻の影響
2022年2月24日に始まったロシアのウクライナ侵攻においてはロシア連邦政府は優先的に貧困層と少数民族から募兵しており、イテリメンもそうした経済的徴兵の被害に遭っている。2025年8月4日には、カムチャツカ地方のソロドフ知事がTelegramにコリャークとイテリメンが多数を占める村落からの経済的徴兵を行った上、「軍事栄光の村」という称号を与え称える動画を投稿したことが独立系メディアを中心として批判を呼んだ。この動画では、カムチャツカ半島北西部に位置する人口258人（うち成人男性は67人）のセダンカ村から39人が約7500km離れたウクライナへ出兵し、少なくとも戦死5人行方不明1人の被害を出したことを報告しており、これはセダンカ村の成人男性人口の半分以上にあたる。

## 生業と文化
17世紀末にカムチャツカ半島がロシアに併合されたことからロシア化が進んだ。古シベリア諸語のイテリメン語（カムチャダール語）およびロシア語を解する。カムチャダールという名称は20世紀に入るころに当地に居住していた先住民、あるいは先住民と混血したロシア人を指した呼称で、イテリメンが自称である。コルホーズに属し、漁業、狩猟、園芸などに従事する。
漁撈生活を主とし、冬と夏で居留地を移動する生活を送る。河川流域沿岸部に竪穴建物や小舎を設けて居住した。移動や運搬には犬ぞりやかんじき、スキーなどが用いられる。水上移動の場合には丸木舟が利用された。チュクチ族やコリヤーク族と密接な関係を持ち、シャーマニズム信仰やワタリガラス神話など、文化的共通項を見出すことが出来る。

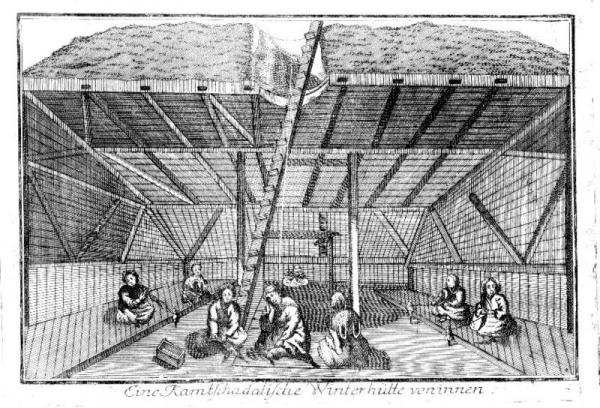
イテリメン族の冬の住居（1774年）

## 交易・観光
イテリメンは、18世紀前半まで樺太・北海道・千島列島の先住民族アイヌとの交易・貿易相手でもあった。アイヌが川でとったサケや海でとったラッコの毛皮などのアイヌの特産物が、カムチャツカ半島南部においてイテリメンとアイヌの間で取引されていた。
現在、観光産業に力を入れているロシア・カムチャツカ半島には世界中から観光客が訪れており、”火山半島”であるカムチャツカは、”温泉”と先住民族イテリメンの民族舞踊の2つが観光の目玉となっている。イテリメンの居住地では、”収穫への感謝の踊り”などの民族舞踊だけでなく、イテリメンの歴史を物語る品々も観光客向けに展示しており、その中にアイヌとの交易・貿易で（基本的に物々交換ではあるが）決済通貨として使われたものも展示されている。

## 遺伝子学的特徴
現代のイテリメン族男性22人のY染色体遺伝子を検査した研究では、ハプログループC2 (Y染色体)が38.9%以上66.7%以下、次いでハプログループR1a (Y染色体)が22.2%であり、ロシア人（R1aが高頻度）との混血が窺える。他にはN-Tatが2人（11.1%）から検出されたが、このハプログループはロシア人にもシベリアの多くの先住民族にも広く分布しており、このイテリメン男性2人の由来が特定しがたい。
2017年に発表された別の研究では、イテリメンまたはカムチャダールという帰属意識を自認する10名の男性のY-DNA結果は下記の通り：
1/10 E-V13（アフリカ　＞　欧州系）

1/10 I-CTS6364(xL22)（北欧系）

1/10 N-Y19454（フィン系?）

1/10 N-A11470（ラトビア系）

1/10 N-Y16323(xB202)（モンゴル・ブリヤート系？カムチャッカ先住民在来のレアな系統？）

1/10 C-M407（モンゴル・ブリヤート系？）

2/10 C-F7264/C-L1373(xM48)（生粋のイテリメン系？）

2/10 C-M48(xM86)（生粋のイテリメン系？）

イテリメン族47人のミトコンドリアDNAを検査した研究では、結果は下記の通り：
ハプログループG1 32/47 = 68.1%

ハプログループC 7/47 = 14.9%

ハプログループZ 3/47 = 6.4%

ハプログループA(xA2) 3/47 = 6.4%

ハプログループY 2/47 = 4.3%